# Kulmbacher

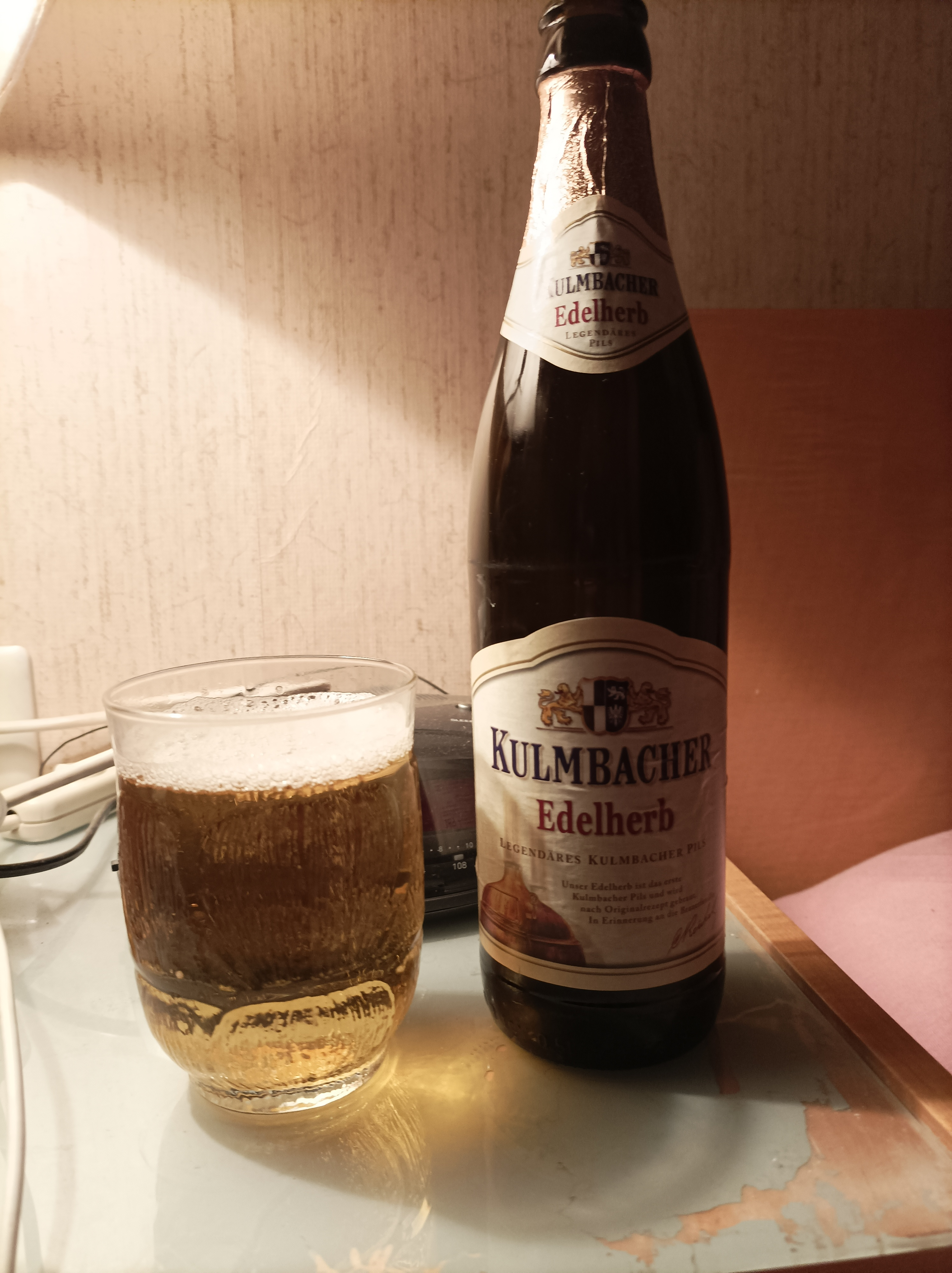
Kulmbacher Edelherb i ett glas.

Kulmbacher är ett tyskt öl som bryggs av Kulmbacher Braueri AG i staden Kulmbach i Bayern. 
Bryggeriet grundades år 1895, då med namnet Reichelbraü.
Det finns flera varianter; de populäraste är det klassiska ljusa lagerölet och Kulmbacher Edelherb. Det finns även wienerlager (mörkare) och veteöl (Weißbier).
Varje sommar sedan år 1950 anordnas veckofestivalen Kulmbacher Bierwoche vid bryggeriet i Kulmbach.